# José Laín Entralgo
José Laín Entralgo (Urrea de Gaén Baix Martín, 1910 – Madrid 1972) fou un escriptor i polític espanyol, germà de l'escriptor Pedro Laín Entralgo.

## Biografia
Es traslladà a Madrid per estudiar dret, però només va fer quatre anys. El 1932 va ingressar a la Federació Socialista Madrilenya del PSOE i a les Joventuts Socialistes, de les que en el V Congrés de Madrid fou sotsecretari del Comitè Nacional de la Federació Nacional de les JSE. El 1936 formà part, juntament amb Santiago Carrillo, José Cazorla Maure i Federico Melchor Fernández, del Comitè Nacional d'Enllaç d'unificació amb l'UJCE de la que en sorgiren les Joventuts Socialistes Unificades. En aquell moment tots quatre ingressarien al Partit Comunista d'Espanya.
Durant la guerra civil espanyola va formar part de l'Estat Major Central i director de l'Escola de Comissaris del Poble, així com membre suplent del Comitè Central del PCE. Després marxà cap al front i fou comissari polític del XVII Cos d'Exèrcit Popular de la República.
En acabar la guerra civil espanyola marxà a la Unió Soviètica. S'establí a Odessa, on fou professor d'espanyol i traductor de l'Editorial de Llengües Estrangeres. Gràcies a la mediació de l'ex-ministre franquista Joaquín Ruiz-Giménez Cortés i del seu germà el 1957 va aconseguir tornar a Espanya. Es va establir a Madrid, on va treballar com a traductor fins a la seva mort.